# Große Fische, kleine Fische
Große Fische, kleine Fische ist ein deutscher Fernsehfilm aus dem Jahr 2015 von Oscarpreisträger Jochen Alexander Freydank (Buch und Regie). Die Hauptrollen sind neben Uwe Ochsenknecht und Dietmar Bär mit Axel Stein, Jürgen Tarrach und Katharina Thalbach besetzt.
Die hochkarätig besetzte Tragikomödie hatte ihre Fernseh-Premiere am 21. Mai 2015 im ZDF.

## Handlung
Ein kleiner Ort an der Ostseeküste. Fischer von einst teilen nun das Essen für Touristen aus. Wo früher alte, stinkende Fischernetze an der Tagesordnung waren, entsteht jetzt ein Parkplatz und am Hafen gibt es bald Parkuhren für die Yachten, die dort eines Tages anlegen sollen.
Noch ahnen die beiden altgedienten Fischer Paul und Fiete nichts von alldem. Paul, bekannt als Großmaul, und Fiete, ein eher schweigsamer Mann mit feinem Humor, sind beste Freunde seit frühester Kindheit. Doch die Freundschaft der beiden wird auf eine harte Probe gestellt. Paul erfährt, dass nicht er der Vater von Piet ist, wovon er immer wie selbstverständlich ausgegangen ist, sondern sein bester Freund … Fiete! Und das bedeutet Krieg zwischen den beiden ungleichen Männern. Sie beginnen nun, sich das Leben zur Hölle zu machen – sehr zur Belustigung aller im Ort. Piet steht ungewollt dazwischen. Seine „beiden“ Väter bleiben unversöhnlich. Und wenn etwas dauert, dauert es hier richtig lange.

## Produktionsnotizen
Der Film wurde in dem Zeitraum 5. Mai bis 5. Juni 2014 auf Rügen gedreht.

## Kritiken
„Endlich wieder eine gute Komödie. […] Es geht ums große Ganze, um Liebe, Familie, Freundschaft und Heimat, doch Drehbuch und Inszenierung stecken voller skurriler Ideen ohne die Dörfler als Trottel zu veräppeln.“

„Urige Figuren und norddeutsch knappe Dialoge. Kein Satz zu lang, kein Wort zu viel.“

„‚Große Fische, kleine Fische‘ ist liebevoll stilisiert, trocken humorig und ganz auf Entschleunigung und bizarre Bilder hin inszeniert. Ein bisschen Kaurismäki, ein bisschen Laurel & Hardy & sogar das griechische Theater wird vernorddeutscht.“

„… ein Krieg ohne Worte, geführt nur mit Gesten, kleinen Sticheleien und gemeinen Nickligkeiten. Szenen, die der Regisseur und Drehbuchautor Jochen Alexander Freydank mit Gespür für Situationskomik und Slapstick witzig inszeniert hat. Szenen, die aber gleichzeitig auch oft ungewöhnlich traurig sind. Und aufgeführt werden sie vor einer staunenden Dorfgemeinschaft aus originellen Figuren, die das Geschehen gern wissend kommentieren.“

„Regisseur Alexander Freydank (Oscar 2009 für seinen Kurzfilm ‚Spielzeugland‘) hat eine hübsch entschleunigte und stellenweise böse Tragikomödie inszeniert. Ob es eine Fortsetzung gibt, ist derzeit noch offen. Zu erzählen hätten sich die beiden schweigsamen Freunde sicher noch eine ganze Menge.“

„Uwe Ochsenknecht und Dietmar Bär ergänzen sich so wunderbar als Freundespaar, dass man sich fragt, wieso die beiden zum ersten Mal seit dreißig Jahren (damals in ‚Männer‘) wieder gemeinsam vor der Kamera stehen. Gerade Bär erweist sich als großartiger Komödiant: weil er sich scheinbar jedem Spiel verweigert. Und nicht nur das: Fiete sacht nix.“

„In dieser Kombination von lakonischem Humor und tiefem Gefühl liegt die Stärke von Freydanks Film. Es gilt stets, dass hinter der Fassade etwas brodeln mag – bereit hervorzuspringen, um das aufgestaute Adrenalin explosiv nach außen zu tragen.“

## Quoten
„Dass man im Fernsehfilmbereich auch ohne Krimis punkten kann, demonstriert das ZDF immer wieder donnerstags. Am gestrigen Abend blieb  […] ‚Große Fische, kleine Fische‘ für die Programmkonkurrenz mit 4,84 Mio. Zuschauern (Marktanteil: 16,7 Prozent) unerreichbar.“